# Oscar Braun
Oscar Braun Seeber (Buenos Aires, 10 de mayo de 1940 - La Haya, 15 de enero de 1982) fue un economista heterodoxo argentino ligado al peronismo revolucionario.

## Biografía
Nacido en el seno de una de las familias tradicionales económicamente más poderosas de Argentina, militó primero en el Peronismo de Base-Fuerzas Armadas Peronistas y luego en Montoneros.
Estudió Economía en la Universidad Nacional de Bahía Blanca y completó sus estudios en Oxford.  De regreso a Argentina fue docente en Buenos Aires, La Plata y Bahía Blanca e investigador en varias instituciones tanto públicas como privadas. Titular de la cátedra de Economía Internacional en la Universidad Nacional y Popular de Buenos Aires (UNPBA).
A partir de 1975 fue consultor de las Naciones Unidas en el African Institut for Economic Development and Planning, junto a Samir Amín, en Dakar. Producido el golpe cívico militar de 1976 se exilió en Bélgica.
Tiempo después viajó a Holanda y se incorporó al Instituto de Estudios Sociales de La Haya. En 1980 fue designado decano de dicha institución y poco tiempo después falleció en un accidente automovilístico.
Fue enterrado por sus compañeros, envuelto en la bandera nacional.

## Pensamiento y obras
Introdujo en Argentina la discusión central acerca de la teoría del capital y la distribución (Editorial Tiempo Contemporáneo, 1973, Oscar Braun, compilador), incluyendo trabajos en español de Joan Robinson, Kaldor, Pasinetti, Meek, Bhaduri y Harcourt, entre otros, acerca de la famosa controversia de Cambridge. Braun se definía como un economista de formación marxista. Citando a Gramsci, alertaba sobre la "extrema gravedad" de las estructuras de pensamiento bloqueadas y dogmáticas. Afirmaba que "Aún esas trabas existen. La prueba es, creemos, la relativa poca difusión que hasta hoy han tenido las teorías de Cambridge en los círculos de economistas marxistas".
Publicó, entre otras obras:
- Desarrollo del capital monopolista en Argentina (1ª edición). Editorial Tiempo Contemporáneo. 1970.
- El capitalismo argentino en crisis. Siglo Veintiuno Argentina Editores. 1973.
- Comercio internacional e imperialismo. Siglo Veintiuno Argentina Editores. 1973.
- El plan económico del gobierno popular. Editorial El Coloquio. 1974.

En colaboración con otros economistas, publicó varios artículos en medios especializados, entre ellos:
- A Model of Economic Stagnation-A Case Study of the Argentine Economy. En coautoría con Leonard Joy. The Economic Journal Vol. 78, N° 312 (diciembre de 1968), pp. 868-887

Daniel Azpiazu y Martín Schorr publicaron en 2009 textos inéditos del autor.